# Hottettix haitianus
Hottettix haitianus är en insektsart som beskrevs av Perez-gelabert, Hierro och D. Otte 1998. Hottettix haitianus ingår i släktet Hottettix och familjen torngräshoppor. Inga underarter finns listade i Catalogue of Life.